# إيفان كاستيلو
إيفان كاستيلو (بالإسبانية: Iván Castillo)‏ (11 يوليو 1970 في بوليفيا - ) هو مدرب كرة قدم ولاعب كرة قدم بوليفي في مركز الدفاع. شارك مع منتخب بوليفيا لكرة القدم. أما مع النوادي، فقد لعب مع خميناسيا خوخوي وذي سترونغيست ونادي بوليفار وLa Paz F.C. ‏.

## وصلات خارجية
- إيفان كاستيلو على موقع الاتحاد الدولي (مؤرشف)  (الإنجليزية)
- إيفان كاستيلو على موقع قاعدة بيانات كرة القدم.إي يو (الإنجليزية)
- إيفان كاستيلو على موقع ناشيونال فوتبول تيمز (الإنجليزية)